# Broek (Het Hogeland)
Broek (Gronings: Brouk) is een gehucht in de gemeente Het Hogeland in de Nederlandse provincie Groningen. Broek is gelegen aan de weg van Eenrum naar Kloosterburen. Vanuit Broek loopt ook een weg naar Pieterburen. Het dorp telt 63 inwoners (2011).
Broek is de naamgever van het kanaal het Broekstermaar, waarover de brug (of til) de Broekstertil is gelegen. Op oude kaarten komt de naam incidenteel ook voor als Lutjebroek (lutje = klein).
De plaatsnaam Broek duidt op drassig land.

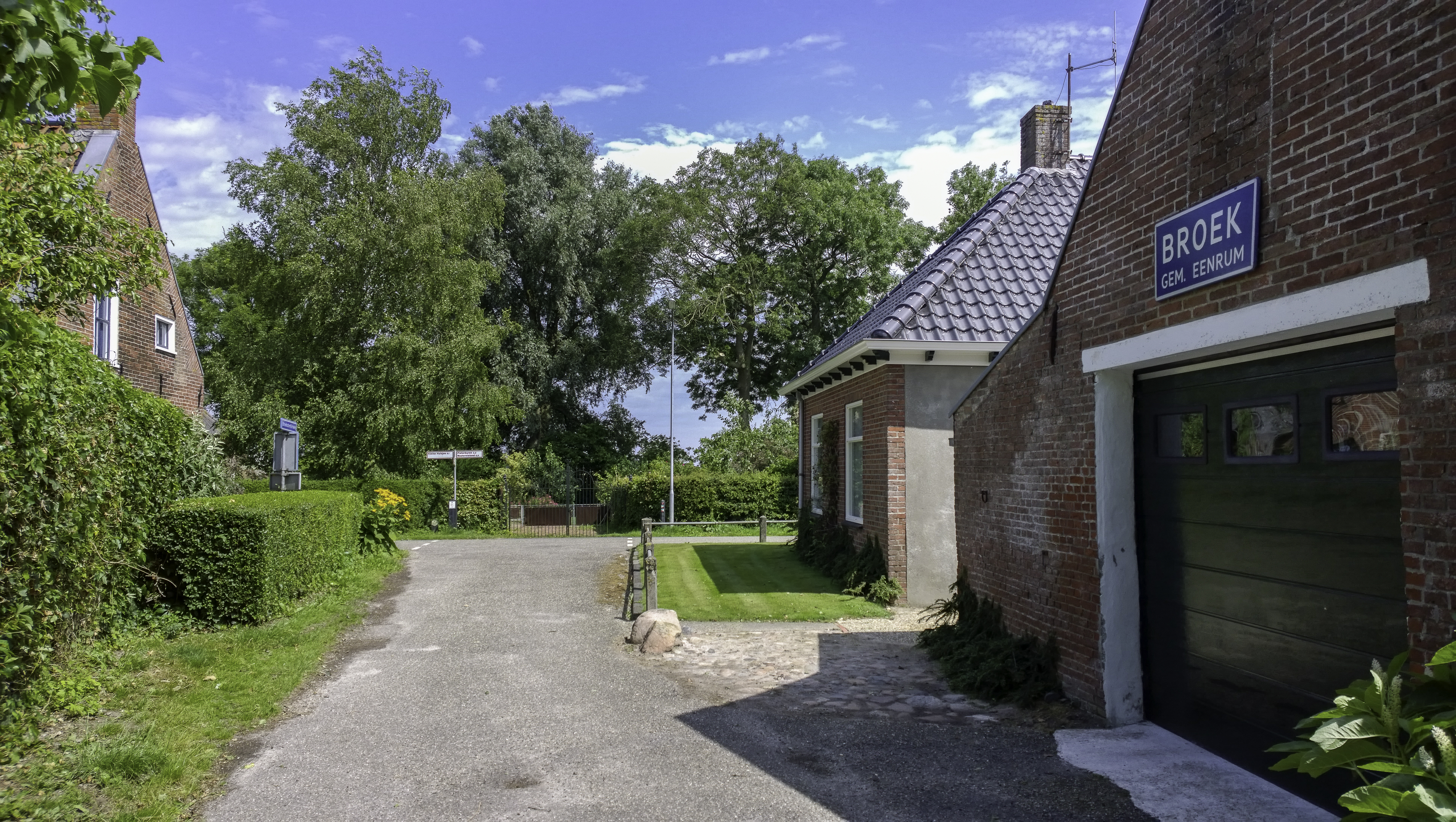
Huizen langs de Broeksterkleiweg. Het plaatsnaambord op het huis rechts verwijst naar de tijd (tot 1990) toen het dorp nog onder de gemeente Eenrum viel.
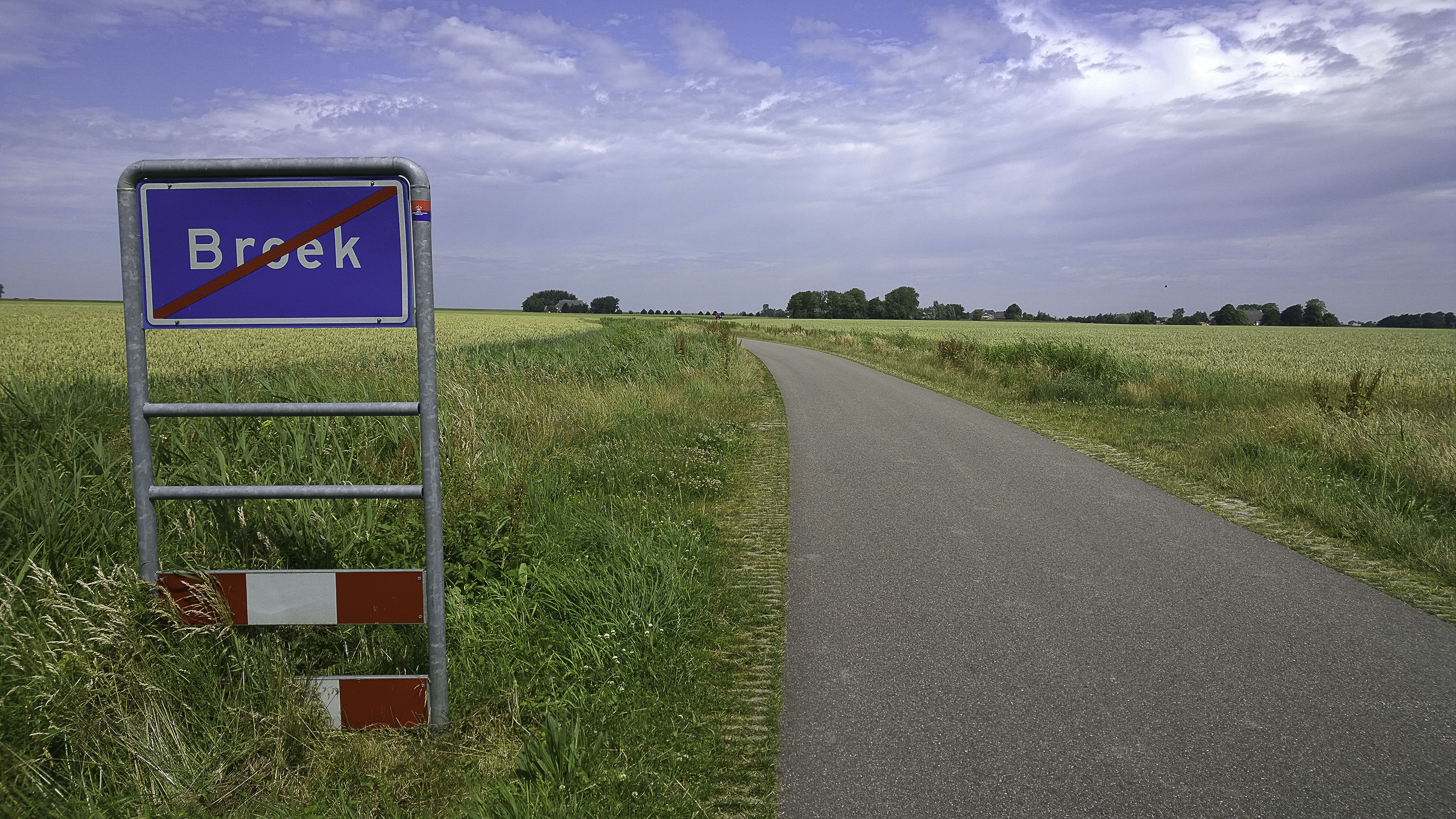
Landschap ten noorden van Broek in de richting van Wierhuizen